# Woodend (Invercargill)
Pour les articles homonymes, voir Woodend.
Woodend est une banlieue rurale de la cité d’Invercargill située dans le sud de l’Île du Sud de la Nouvelle-Zélande.

## Démographie
La localité de Woodend couvre 7,45 km2 et c’est une partie de la zone statistique de Woodend-Greenhills. 
Elle avait une population de 174 résidents lors du recensement néo-zélandais de 2018, en augmentation de douze personnes (7,4 %) depuis le recensement néo-zélandais de 2013, et une augmentation de trois personnes (1,8 %) par rapport à celui de 2006. 
Il y a 69 logements avec 90 hommes et 81 femmes, donnant un sexe-ratio de 1,11 homme pour une femme. 
L’âge médian est de 40,9 ans (comparé avec les 37,4 ans au niveau national), avec 39 personnes (22,4 %) âgées de moins de 15 ans, 21 personnes (12,1 %) âgées de 15 à 29 ans, 87 personnes (50,0 %) âgées de 30 à 64 ans et 24 personnes (13,8 %) âgées de 65 ans ou plus.
L’ethnicité est pour 93,1 % européens/Pākehā, 12,1 % maorie, 1,7 % d’origine asiatique, et  1,7 % d’une autre ethnicité (le total peut faire plus de 100 % dans la mesure où une personne peut s’identifier avec de multiples ethnicités selon sa parenté).
Bien que certaines personnes refusent de donner leur religion pour le recensement, 60,3 % n’ont pas de religion, 29,3 % sont chrétiens et 1,7 % ont une autre religion.
Parmi ceux d’au moins 15 ans d’âge, 15 personnes (11,1 %) ont une licence ou un degré supérieur et 54 personnes (40,0 %) n’ont aucune qualification formelle.
Le revenu médian est de 30 300 $, comparé aux 31 800 $ au niveau national. 
Le statut d’emploi de ceux d’au moins 15 ans d’âge est pour 66 personnes (48,9 %)  un emploi à temps plein, pour 27 personnes (20,0 %) un emploi à temps partiel .

### Aire statistique de Woodend-Greenhills
Le secteur de Woodend-Greenhills inclut aussi les localités de Tiwai Point (en) et Omaui ainsi que tout l’environnement, mais ne comprend pas la ville de Bluff. 
Il couvre 173,61 km2 et a une population estimée à 660 résidents en juin 2022 avec une densité de population de 4 personnes par km2.
Woodend-Greenhills avait une population de 597 habitants lors du recensement néo-zélandais de 2018, en diminution de six personnes (−1,0 %) depuis le recensement de 2013, et en diminution de 15 personnes (−2,5 %) par rapport à celui de 2006.
Il y a 246 logements avec 306 hommes et 291 femmes, donnant un sexe-ratio de 1,05  homme pour une femme. 
L’âge médian est de 43,5 ans (comparé avec les 37,4 ans au niveau national), avec 117 personnes (19,6 %) âgées de moins de 15 ans, 81 personnes (13,6 %) âgées de 15 à 29 ans, 306 personnes (51,3 %) âgées de 30 à 64 ans et 96 personnes (16,1 %) âgées de 65 ans ou plus.
L’ethnicité est pour 87,4 % européens/Pākehā, 15,6 % maorie, 1,5 % originaire du Pacifique,  6,0 % d’origine asiatique et 2,5 % d’une autre ethnicité (le total peut faire plus de 100 % dans la mesure ou une personne peut s’identifier avec de multiples ethnicités en fonction de sa parenté).
La proportion de personnes nées outre-mer est de 13,1 %, comparée avec les 27,1 % au niveau national.
Bien que certaines personnes refusent de donner leur religion lors des recensements, 52,8 % n’ont aucune religion, 33,2 % sont chrétiens, 0,5 % sont hindouistes et 2,0 % ont une autre religion.
Parmi ceux d’au moins 15 ans d’âge, 60 personnes (12,5 %) ont une licence ou un degré supérieur et 147 personnes (30,6 %) n’ont aucune qualification formelle. 
Les revenus médians sont de 32 600 $ , comparé avec les 31 800 $ au niveau national. 51 personnes (10,6 %) gagnent plus de 70 000 $ comparé avec les 17,2 % au niveau national. 
Le statut d’emploi de ceux d’au moins 15 ans d’âge est pour 261 personnes (54,4 %) : un emploi à plein temps, pour 81 personnes (16,9 %) un emploi à temps partiel et 6 personnes (1,2 %) sont sans emploi .